# Station Finse

Het Station Finse is het hoogstgelegen spoorwegstation van Noord-Europa. Het ligt op 1.222 meter hoogte aan de noordkant van de Hardangervidda, in de plaats Finse in Noorwegen.
Het station ligt aan de spoorlijn Bergensbanen van Oslo naar Bergen. Naast het station is een hotel en grootste hut van de Den Norske Turistforening en het Rallarmuseum.

## Externe links

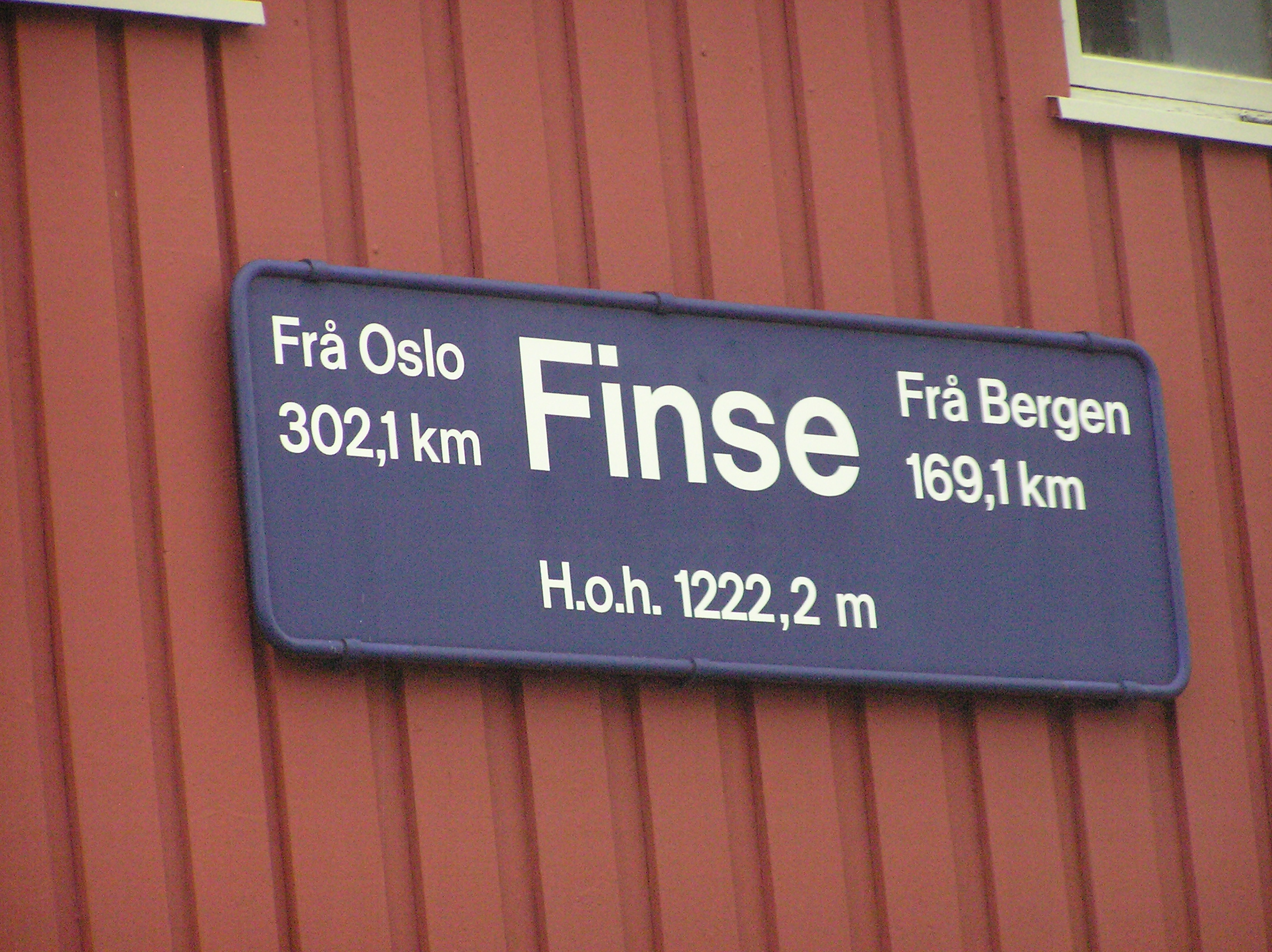
Bord op het stationsgebouw
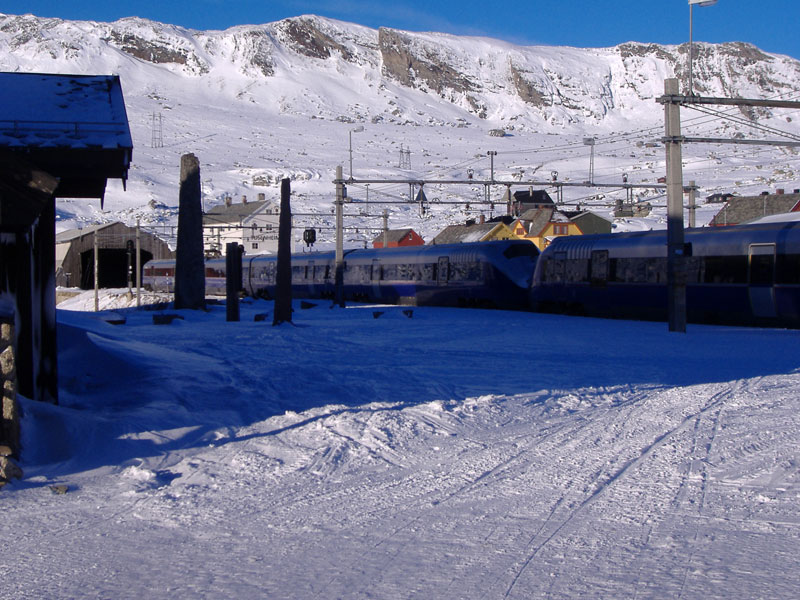
Bergensbanen